# Lemniscomys roseveari
Lemniscomys roseveari är en däggdjursart som beskrevs av Van der Straeten 1980. Lemniscomys roseveari ingår i släktet gräsmöss, och familjen råttdjur. IUCN kategoriserar arten globalt som otillräckligt studerad. Inga underarter finns listade i Catalogue of Life.
Artepitet i det vetenskapliga namnet hedrar Donovald Reginald Rosevear som var ämbetsman i Nigeria när regionen var en koloni.
Arten når en kroppslängd (huvud och bål) av 113 till 137 mm och en svanslängd av 123 till 153 mm. Den har 26 till 30 mm långa bakfötter och 13 till 19 mm stora öron. Grundfärgen på ovansidan är brun med grå skugga nära huvudet och gul skugga på stjärten. Det finns en tydlig längsgående svart strimma från huvudets topp längs ryggens mitt. Dessutom har Lemniscomys roseveari ljusa punkter på varje kroppssida. Den vita pälsen på undersidan är avgränsad med en ljusbrun linje från ovansidans päls. Arten har gulbruna till ockra öron och extremiteter. Svansen är likaså uppdelad i en mörk ovansida och en vitaktig undersida.
Denna gnagare är bara känd från två mindre områden i norra och nordvästra Zambia. Habitatet utgörs av täta skogar.